# Левік Рувім Самійлович
Рувім Самійлович Левік (9 (21) лютого 1889, м-ко Ходорів, нині село — 9 березня 1937) — український філософ, віце-президент Всеукраїнської асоціації марксистсько-ленінських інститутів (ВУАМЛІН), директор Інституту філософії ВУАМЛІНу (1930–1933), ректор Київського державного університету (серпень-жовтень 1934).

## Біографія
Народився 9 лютого 1889 року в містечку Ходорів Канівського повіту Київської губернії (нині Миронівський район Київської області). У 1907 році закінчив Київське комерційне училище, після чого вступив до Київського політехнічного інституту на інженерно-будівельний факультет. Згодом навчався на механічному факультеті.
З 1918 року продовжив навчання в Київському політехнічному інституті. Водночас працював інструктором Київської губпрофради. У липні 1919 року став членом КП(б) України. У 1922 році зарахований до аспірантури кафедри технічної механіки КПІ. З 1923 по 1924 рр. — працював деканом механічного факультету. В обкомі профспілки завідував відділом агітації та пропаганди. З 1929 року був заступником завідувача агітпропу ЦК КП(б) України. У 1926–1927 роках очолював кафедру марксизму-ленінізму при ВУАН. З 1928 р. член кафедри марксизму-ленінізму Київської філії Українського товариства працівників науки і техніки для сприяння соціалістичному будівництву СРСР. З 1930 року заступник директора Українського інституту марксизму-ленінізму в Харкові. 1 вересня 1931 р. призначений віце-президентом Всеукраїнської асоціації марксистсько-ленінських науково-дослідних інститутів (ВУАМЛІН) і директором Інституту філософії. Працював багато й плідно, розробляв основи діалектичного матеріалізму, видав підручник із цього предмета, підготував збірник «Філософія і політика» (1931). 1933 р. виконував обов'язки головного редактора журналу «Прапор марксизму». У зв'язку з «чисткою» наукових кадрів наприкінці 1933 р. звільнився з ВУАМЛІНу й працював на одному з харківських заводів заступником парторга.
У серпні 1934 р. Рувіма Самійловича було призначено ректором Київського державного університету. При ньому активізувалася наукова робота викладачів, було організовано Університет культури для поширення наукових знань серед киян, де лекції читали провідні вчені університету.
3 листопада 1934 р. на партійному зібранні університету Рувіма Левіка було виключено з лав Компартії та через два дні заарештовано. У 1934 році засуджений до п'яти років виправно-трудових таборів, але 9 березня 1937 р. за вироком військової колегії Верховного Суду СРСР був засуджений до вищої міри покарання — розстрілу з конфіскацією майна. Вирок було виконано того самого дня. 30 квітня 1957 року реабілітований військовою колегією Верховного Суду СРСР у зв'язку з відсутністю в діях складу злочину.